# Уканава
Уканава (груз. უკანავა) — село в Грузии, на территории Озургетского муниципалитета края (мхаре) Гурия.

## География
Село находится в западной части Грузии, на правом берегу реки Бахвисцкали, на расстоянии приблизительно 12 километров (по прямой) к востоку от города Озургети, административного центра муниципалитета. Абсолютная высота — 354 метра над уровнем моря.

## Население
По результатам официальной переписи населения 2014 года, в Уканаве проживало 112 человек (55 мужчин и 57 женщин). В национальной структуре населения грузины составляли 100 %.
| Год  | Население, человек |
| ---- | ------------------ |
| 2002 | 145                |
| 2014 | ↘ 112              |